# Elaver elaver
Elaver elaver là một loài nhện trong họ Clubionidae.
Loài này thuộc chi Elaver. Elaver elaver được Elizabeth Bangs Bryant miêu tả năm 1940.